# Ismaël

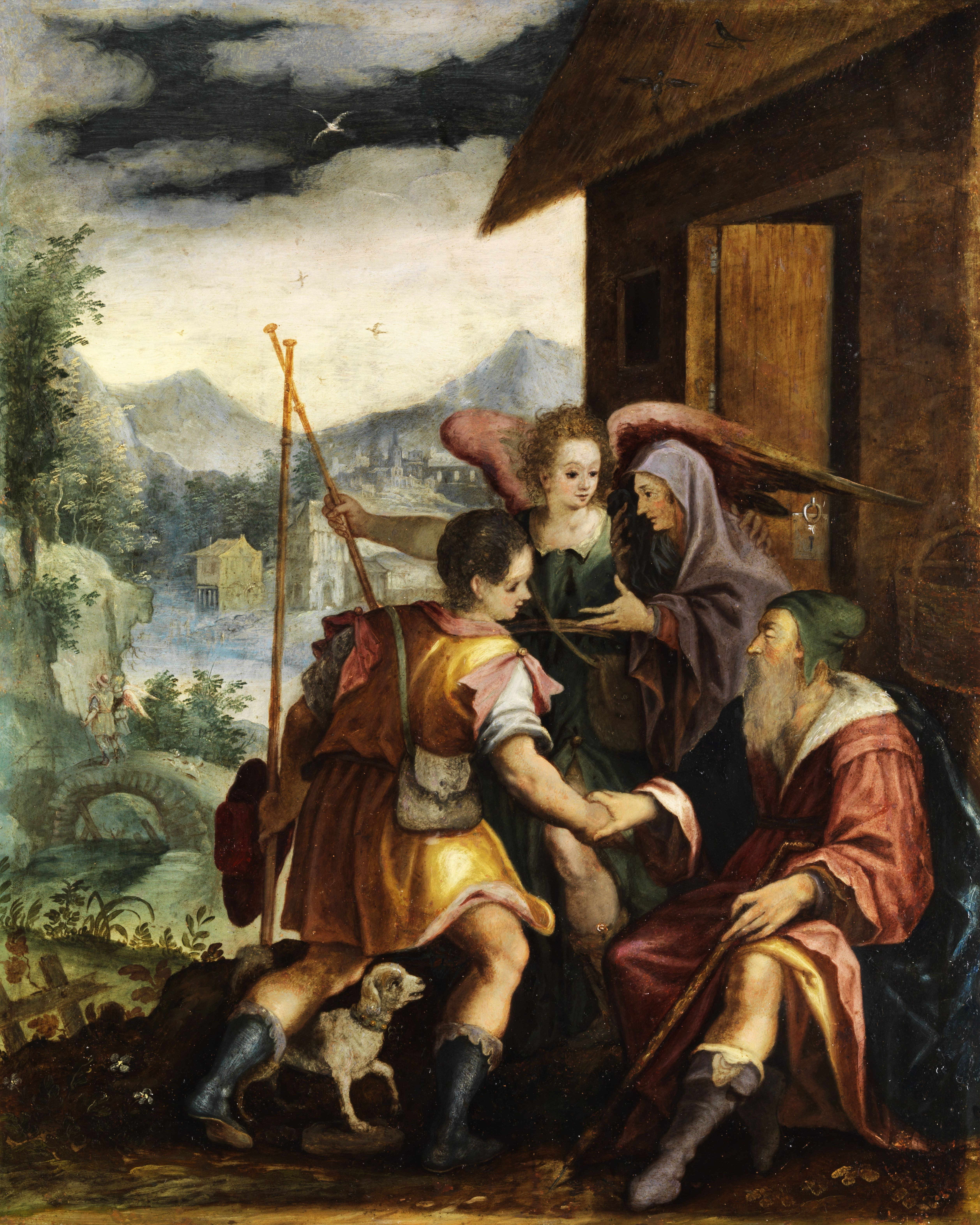
Abraham laat zijn zoon Ismaël gaan (Jan Soens)

Ismaël, Jisjmaëel of Ismail (Hebreeuws: יִשְׁמָעֵאל jischmaʿel, "God (ver)hoort"; Arabisch: إسماعيل, Ismāʿīl) was volgens Genesis 16 in de Hebreeuwse Bijbel de oudste zoon van Abraham, geboren uit Sara's slavin Hagar, met wie zijn vrouw Sara hem geslachtsgemeenschap liet hebben, toen zij kinderloos bleef. 
Ismaël komt ook voor in de Koran. Volgens de abrahamitische religies is Ismaël de voorvader van de Ismaëlieten, die uiteindelijk de Arabieren werden. Tussen de verhalen over Ismaël in de Koran enerzijds en in de (Hebreeuwse) Bijbel anderzijds bestaan opvallende parallellen, maar ook grote verschillen.

## Ismaël in het jodendom
Genesis 16 verhaalt dat Ismaël werd geboren als de oudste zoon van Abram bij zijn Egyptische slavin Hagar. Toen de vervulling van de belofte van nakomelingen vanwege de onvruchtbaarheid van Sara (Genesis 11:30) op zich liet wachten, grepen Abraham en Sara terug op zelfhulp in de vorm van een draagmoeder.
Nadat Hagar zwanger was geworden van Ismaël verloor ze haar respect voor Sara omdat zij Abraham wel een zoon kon geven en Sara niet. Sara onderdrukte Hagar, zodat Hagar uiteindelijk vluchtte naar de woestijn. Daar werd ze door een engel gevonden vlak bij een bron. Deze bron kreeg de naam Lachai-Roï. Nadat Hagar op verzoek van de engel weer was teruggekeerd naar Abraham en Sara kreeg ze haar zoon Ismaël.
Ook Sara kreeg een zoon, Isaak. Volgens Genesis 21 zou Ismaël op de dag dat Isaak gespeend werd, spottend hebben gelachen. Sara drong er toen bij Abraham op aan om Hagar en haar zoon opnieuw weg te sturen. Abraham, die veel hield van zijn eerstgeborene Ismaël, wilde daar aanvankelijk niet aan meewerken, maar in een visioen gaf God hem te kennen dat dit toch moest gebeuren. God zou verder zorgen voor Ismaël en zijn moeder. Ismaël en Hagar werden daarop door Sara weggestuurd, de woestijn Berseba in.
Toen het water dat ze hadden meegekregen op was, legde Hagar Ismaël onder een struik neer en ging op een kleine afstand zitten, omdat ze niet kon aanzien hoe haar kind stierf. God hoorde Ismaël huilen en een engel riep Hagar toe om verder te gaan met de jongen. Op dat moment werden de ogen van Hagar geopend en zag ze een waterput. Zo werden de jongen en zijn moeder gered (Genesis 21).
Volgens Genesis werd Ismaël een geoefend boogschutter die in de woestijn van Paran bleef wonen. Zijn moeder vond voor hem een vrouw uit Egypte. Hij zou de vader van 12 prinsen worden die ieder een eigen koninkrijk zouden stichten. Volgens de traditie waren dit de 12 stammen van de latere Arabieren.
Nog eenmaal hadden Isaak en Ismaël contact met elkaar: toen hun vader Abraham overleden was begroeven ze hem samen in Hebron.

## Ismaël in het christendom
In Galaten 4:21-31 gebruikt Paulus het beeld van Hagar en Ismaël voor Jeruzalem en de joden. Ismaël wordt niet met name genoemd, maar aangeduid als "de zoon van de slavin" van Abraham.

## Ismaël in de islam
Ismaïl is in de islam een profeet en boodschapper die door God werd gezonden naar het volk van de Hidjaz. Volgens de islamitische traditie en Arabische genealogiegeleerden was Ismaïl de voorvader van het Arabische volk en tevens de voorvader (via Kedar en Adnan) van Mohammed.
Volgens de islamitische overleveringen werd Ismaïl bijna geofferd door Ibrahim, maar op het allerlaatst gered. In de Hadith wordt Ismaïl wel bij naam genoemd door Mohammed als offerzoon. De bereidheid van Ibrahim om zijn zoon aan God te offeren wordt door moslims elk jaar gevierd tijdens het Offerfeest.

## Ismaël in het Boek van Mormon
Een andere Ismaël komt voor in het boek van Mormon, een heilig boek voor de mormonen.
De mormoonse aartsvader Lehi stuurt zijn zoons na de moord op hun oom Laban terug naar Jeruzalem om Ismaël te smeken om met zijn dochters mee te vluchten. Zijn familie was door God uitverkoren (1 Nephi 7:2) om met Lehi's familie te trouwen. Hij had vijf dochters en minstens twee zoons (1 Nephi 7:6). Laman, Lemuel, Sam, Nephi en Zoram trouwden elk een van Ismaëls dochters (1 Nephi 16:7). Ismaël overleed gedurende hun reis door de woestijn en werd begraven in een plaats, die Nahom genoemd werd.
Van het historisch bestaan van deze Ismaël uit het Boek van Mormon zijn er geen bewijzen. De officiële mormoonse datering plaatst hem in dezelfde tijdsperiode als een in de Bijbel vermelde Jismaël, de zoon van Netanja, die de moord pleegde op Gedalja, een Babylonische gouverneur (2 Koningen 25:25).

## Ismaël in het Bahá'í-geloof
De geschriften van het Bahá'í beschrijven dat het Ishmael en niet Izaak was die Abraham als zoon bijna offerde. Maar, de Bahá'í geschriften zeggen ook dat de naam niet belangrijk is, en dat beiden gebruikt kunnen worden: het belangrijkste is dat beiden een symbool waren van opoffering. Volgens Shoghi Effendi was er ook nog een andere Ishmael, een profeet van Israël, ook bekend als Samuel.